# Zielonka (Poznań)
Pour les articles homonymes, voir Zielonka (homonymie).
Zielonka (prononciation : [ʑeˈlɔnka]) est un village polonais de la gmina de Murowana Goślina dans le powiat de Poznań de la voïvodie de Grande-Pologne dans le centre-ouest de la Pologne.
Il se situe à environ 8 kilomètres à l'est de Murowana Goślina (siège de la gmina) et à 22 kilomètres au nord-est de Poznań (siège du powiat et capitale régionale).

## Histoire
De 1975 à 1998, le village faisait partie du territoire de la voïvodie de Poznań.

Depuis 1999, Zielonka est situé dans la voïvodie de Grande-Pologne.